# Candy Crush Soda Saga
Candy Crush Soda Saga è un videogioco per smartphone, Facebook e Windows creato dall'azienda King, è il sequel di Candy Crush Saga.
Il gioco è un rompicapo in cui vanno create delle righe o colonne di tre o più caramelle identiche all'interno di una griglia. Ogni livello ha uno schema differente composto da un insieme di caramelle, e ostacoli. Le mosse consistono nello spostare di posizione i dolcetti per allinearne almeno tre dello stesso colore, i quali scompariranno facendo cadere le caramelle nello spazio lasciato vuoto, il che può originare anche reazioni a catena. Le mosse possono essere orizzontali o verticali. Lo scopo dei livelli è raggiungere l'obiettivo del livello nel numero di mosse consentite. Ci sono oltre 16.000 livelli.

## Modalità di gioco
Le modalità di gioco di Candy Crush Soda Saga possono essere:
- Soda: è la prima modalità, e dà il nome al gioco. Lo scopo di questa modalità è far scoppiare un determinato numero di bottiglie.
- Gelato o ghiaccio: l'obiettivo è scavare nel ghiaccio (fino a 6/7 volte) e liberare un certo numero di orsetti azzurri. Sblocca al livello 6.
- Bolla: l'obiettivo è quello di far salire degli orsetti entro delle bolle sopra una stringa di caramelle. Sblocca al livello 9.
- Cioccolato: l'obiettivo è eliminare tutto il cioccolato all'interno del quadro. Si incontra per la prima volta nel quarto episodio. In alcuni livelli è presente una variante del cioccolato al latte, ossia il cioccolato bianco. Ha la caratteristica di essere più consistente di quello normale. Nei nuovi aggiornamenti, è adagiato su delle cialde: quando il cioccolato sulla cialda finisce, non avrà modo di replicarsi in quel determinato spazio. Il cioccolato nero si sblocca al livello 31, quello bianco al livello 121.
- Miele: l'obiettivo è scavare nel miele (fino a 5/6 volte) per trovare un certo numero di orsetti arancioni. Si incontra per la prima volta nel settimo episodio al livello 76.
- Gomma da masticare: l'obiettivo è quello di eliminare tutta la gomma da masticare dal quadro. La si incontra al livello 166.
- Marmellata: l'obiettivo è spalmare tutta la marmellata su tutto il quadro. È la modalità principale del sequel Candy Crush Jelly Saga. La si incontra al livello 256.
- Soda Verde: è una variante della modalità soda e include la possibilità che nel livello al posto di soda viola ci sia soda verde. La soda verde libera dei pesci ogni volta che si abbinano caramelle all'interno di essa. La soda verde si sblocca al livello 326.
- Frizz: bisognava riempire le caramelle di bolle e collezionare tappi di bottiglia. Questa modalità è stata rimossa dal gioco perché alcuni utenti si sono lamentati in quanto non fosse abbastanza chiara. Doveva sbloccarsi al livello 481.
- Soda Bollente: di colore arancione, semplifica gli strati di ghiaccio, miele, meringhe e gabbie di liquirizia, ad ogni mossa che si effettua (naturalmente nelle righe in cui è presente questa tipologia di soda). Anche questa, come la Soda Verde, non è una modalità, ma solo una variante di Soda. Si sblocca al livello 526.

## Meccanismi speciali
I meccanismi speciali sono pressoché simili a quelli del gioco originale Candy Crush Saga; ci sono delle differenze.
Le caramelle sono di colore rosso (a fagiolo), arancione (a ovale), giallo (a goccia), verde (a quadrato), azzurro (a rombo), blu (a sfera) e viola (a fiore). Una novità propria di Candy Crush Soda Saga sono invece le caramelle viola scuro che se abbinate tra loro hanno degli effetti speciali: l'abbinamento a tre è normale; l'abbinamento a quattro (in linea) funziona come 4 caramelle a strisce, che esplodono appena formate (con la direzione inversa a quella con cui gli ultimi dolci sono stati abbinati; l'abbinamento a quattro/cinque in quadrato 2x2, rilasciano quattro o cinque pesci gelatina; l'abbinamento a L o a T di cinque caramelle fa esplodere una caramella incartata 5x5; l'abbinamento a cinque o in sei (in linea) pulisce tutto il quadro di uno "strato" (come due bombe colore unite tra loro)
Quando quattro o più dolcetti vengono allineati si possono creare dei dolcetti speciali:
- Quattro dolcetti uguali in linea: creano una "caramella a strisce", un dolcetto rigato di bianco. La direzione delle strisce è inversa a quella con cui gli ultimi dolci sono scoppiati quando la caramella a strisce è stata creata. Quando viene fatta scoppiare, emette un raggio nella direzione indicata dalle strisce, distruggendo tutte le caramelle presenti in quella riga o in quella colonna.
- Cinque dolcetti uguali che formano una configurazione a L o T creano una "caramella incartata", una versione confezionata del dolcetto: quando viene fatta scoppiare esplode distruggendo gli 8 dolcetti tutt'attorno, in un quadro 3x3, poi cade nel fondo del riquadro rimasto vuoto ed esplode una seconda volta.
- Cinque dolcetti uguali in fila creano una "bomba colore", una pallina di cioccolato con zuccherini colorati: scambiandola con un dolcetto vicino, si distruggono tutti i dolcetti del medesimo colore nello schema. Quando scoppiano in automatico, si attivano su un colore a caso.
- Sei dolcetti uguali (cinque in fila, più uno sopra o sotto a quello centrale) creano una "bomba colorante" (novità), una caramella semi-trasparente colorata. Se scambiata con un dolcetto di colore diverso, li colorerà col colore della bomba (ex. la bomba colorante è gialla, viene scambiata con dolcetti verdi: tutti i dolcetti verdi verranno colorati di giallo).
- Quattro dolcetti uguali in un quadrato 2x2 o cinque dolcetti (2x2 + 1 vicino), formano un "pesce di gelatina". A differenza di Candy Crush Saga, il pesce elimina solo un dolcetto. (Si sdoppiano solo se vengono scelti come booster nella schermata iniziale del livello).

Per superare i livelli più difficili, esistono degli oggetti d'aiuto (o caramelle speciali), chiamati booster: ognuno di essi si sblocca da un certo livello e da lì il giocatore ne ha a disposizione tre pronti subito. Una volta esauriti, si possono comprare o se ne può ottenere uno casuale al giorno tramite i vari minigiochi nelle 'attività' (raccogliere un determinato numero di dolcetti nei vari livelli, completare delle missioni, etc.). Tra questi vi sono:
- martello lecca-lecca, che elimina una qualunque caramella senza esaurire una mossa;
- scambio libero (un guanto rosso), che permette di scambiare due caramelle di qualsiasi colore senza neanche questa volta esaurire una mossa;
- martello lecca-lecca a strisce, che elimina una fila e una colonna che partono dal centro del martello (a croce);
- sacchetto, che rimescola le caramelle;
- lecca-lecca speciale, che pulisce tutta la schermata di gioco profondamente, rimuovendone gli ostacoli come liquirizie, miele o ghiaccio.

Nella schermata iniziale del livello, il gioco permette di iniziare la partita con dei booster come una caramella a strisce, una caramella incartata, una bomba colore, una bomba colorante o lo sdoppiamento dei pesci gelatina.
Ci sono anche degli ostacoli che si possono trovare andando avanti con il gioco, tra cui:
- pancake, funzionano come le cialde di Candy Crush Saga: non bloccano gli effetti delle caramelle speciali e si eliminano con i dolcetti adiacenti, sono mobili come le ruote di liquirizia, da distruggere con almeno 5 colpi;
- stringhe di liquirizia e gomma, a forma di bottoni, sono intrecciate tra di loro e bloccano di fatto, una parte del quadro; si eliminano con i dolcetti adiacenti e sono fisse, da distruggere con almeno 4 colpi;
- ciambelle di gelatina, che occupano un quadrato di 4 caselle, e sono formate da 8 spicchi da distruggere uno per uno unendo le caramelle adiacenti; quando esplodono puliscono il quadro di uno 'strato' (semplificano di uno il miele, il cioccolato bianco o il ghiaccio);
- ruote di liquirizia, mobili ma da eliminare combinando caramelle a loro limitrofe; esplodono ma fermano l'effetto di azioni su righe e colonne;
- gabbie di liquirizia, che occorre distruggere per liberare il pezzo soggiacente;
- rotolo, un rotolo bianco che, ogni volta che viene colpito, si colora volta per volta di rosso; una volta colorato tutto esplode in larghezza (1 quadrato) e in lunghezza (da 2 quadrati in poi) come le caramelle a strisce.

In generale, il miele, la gomma da masticare, il cioccolato e il ghiaccio sono a tutti gli effetti degli ostacoli, ma permettono di vincere il livello se eliminati (nella maniera e modalità richiesta).

## Sequel
A gennaio 2016 è stato pubblicato il sequel del gioco: Candy Crush Jelly Saga.